# أونترأوفيتزره أونه بورتيبي

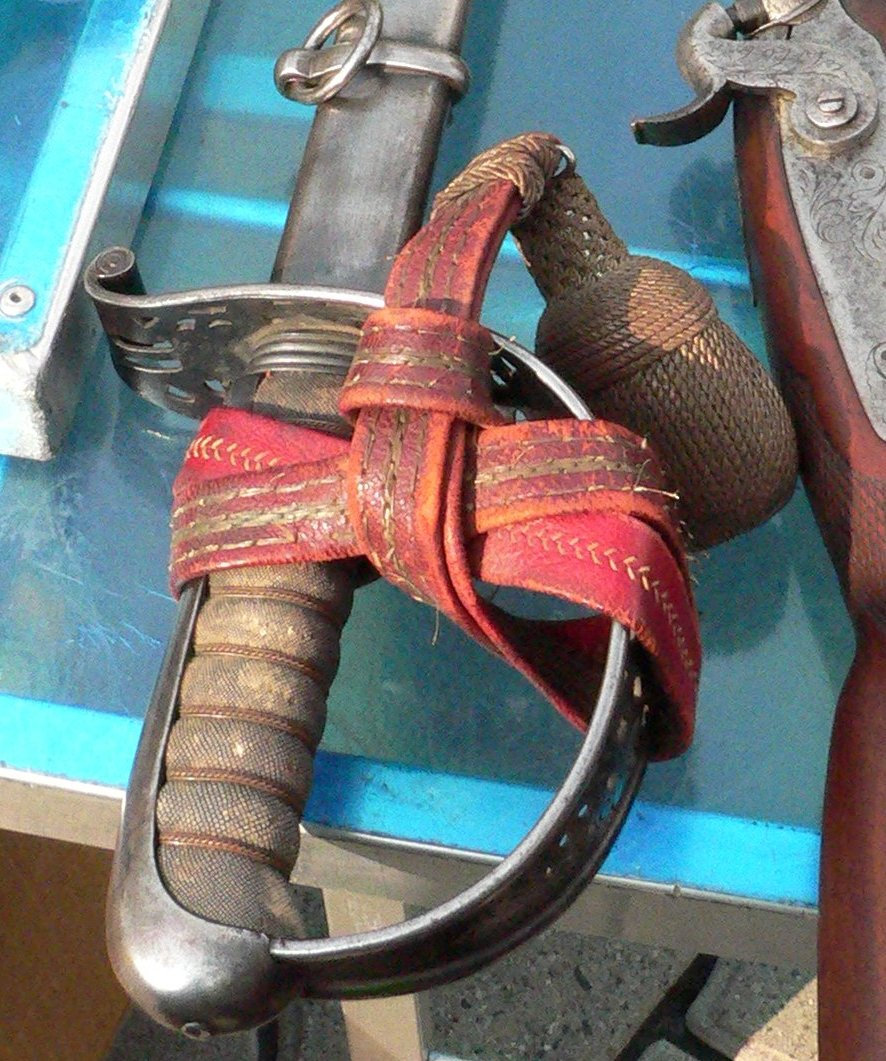
A عقدة السيف ثابتة إلى أقصى درجة من مشاة صابر.

أونترأوفيتزره أونه بورتيبي (ar: ضابط صف بدون عقدة سيف/ حرفيًا: «ضابط (ضابط صف) بدون عقدة سيف»)، هو تسمية لضباط الصف الألمان المبتدئين (NCOs) في القوات المسلحة الألمانية. كانت الفئة عبارة عن قسم من فئة ضباط الصف، تفصل بين ضباط الصف الجدد من أونترأوفيتزره أونه بورتيبي، أو كبار ضباط الصف (الذين ارتدوا عقدة السيف). الاسم مشتق من تقاليد سابقة كان فيها كبار ضباط الصف الألمان ( فيلدفيبل) يحملون سيف مع عقدة (مصنوع من الفضة أو الدانتيل المذهب).
الرتب في هذه الفئة:
- أونترأوفيتزير (البحرية: <a href="https://en.wikipedia.org/wiki/Maat_(military)" rel="mw:ExtLink" data-linkid="11" class="mw-redirect cx-link" title="Maat (military)">Maat</a>)
- فاننيونكر (البحرية: سيكاديت)
- شتابسأونترأوفيتزير (البحرية: أوبرمات، التاريخية: أونترفيلدڤيبل/Unterwachtmeister) [1]

أنظر أيضا

## جدول الرتب
| قم بتصنيف الشعارات إلى ضباط الصف بدون وصفة من Heer و Luftwaffe و Marine | قم بتصنيف الشعارات إلى ضباط الصف بدون وصفة من Heer و Luftwaffe و Marine | قم بتصنيف الشعارات إلى ضباط الصف بدون وصفة من Heer و Luftwaffe و Marine | قم بتصنيف الشعارات إلى ضباط الصف بدون وصفة من Heer و Luftwaffe و Marine |
| مستوى الدفع الألمانية                                                   | 6-7                                                                     | 5                                                                       | 5                                                                       |
| ----------------------------------------------------------------------- | ----------------------------------------------------------------------- | ----------------------------------------------------------------------- | ----------------------------------------------------------------------- |
| أحزمة الكتف زي الخدمة / الزي الميداني                                   |                                                                         |                                                                         |                                                                         |
|                                                                         |                                                                         |                                                                         |                                                                         |
| الرتبة                                                                  | شتابسأونترأوفيتزير                                                      | فهننجونكر                                                               | أونترأوفيتزير                                                           |
| أحزمة الكتف شارة الكفة الزي الميداني                                    |                                                                         |                                                                         |                                                                         |
| مرتبة                                                                   | أوبرمات                                                                 | سيكادت                                                                  | ماعت                                                                    |
| رتب الناتو                                                              | OR-5A                                                                   | OR-5B                                                                   | OR-5B                                                                   |